# Dimitri Casali
Pour les articles homonymes, voir Casali.
Dimitri Casali, né Jean-Philippe Casali le 23 février 1960 à Constantine, est un écrivain et essayiste français spécialisé dans la vulgarisation historique. Après une première carrière comme musicien, il devient professeur d'histoire-géographie et se fait connaître en publiant des ouvrages sur l'histoire à destination de la jeunesse, puis des adultes. Il adopte par la suite des positions plus polémiques, en critiquant le contenu des programmes scolaires et plus précisément l'enseignement de l'histoire de France. Il a également conçu des spectacles musicaux à but pédagogique autour de l'histoire.

## Biographie
Dimitri Casali grandit à Toulouse. Il y effectue sa scolarité au collège Émile Zola au Busca puis au lycée Berthelot où il obtient le bac en 1980[réf. nécessaire]. Il entame alors des études universitaires d'histoire qu'il interrompt pour se lancer dans une carrière musicale. Il devient chanteur et guitariste d'un groupe de rock, un quatuor baptisé Apple Pie en hommage aux Beatles. Plusieurs des singles d'Apple Pie remportent un certain succès en Suisse et en Allemagne mais CBS Londres, insatisfait des ventes, cesse de produire le groupe. Casali reprend alors après plusieurs années d'interruption ses études à l'université Paris-Sorbonne. Il obtient en 1992 une maîtrise d'histoire sous la direction de Jean Tulard : Répertoire et analyse des œuvres musicales sur Napoléon et son mythe,.
Devenu professeur d’histoire-géographie en zone d’éducation prioritaire, il décide de mettre à profit son expérience dans la musique dans un but pédagogique et développe le concept « Historock », des compositions « pop-rock-rap » qui évoquent « les grandes figures du passé » en vue de sensibiliser les plus jeunes à l'histoire. Son initiative est appréciée dans l'établissement où il enseigne, mais elle ne convainc pas le ministère de l'Éducation nationale ; le Centre national de documentation pédagogique lui demande par courrier de ne pas mélanger « les carottes et les navets. » Malgré cette déconvenue, il sort en 1998 chez EMI Music France le disque Historock : l'histoire du monde en musique, consacré à l'Antiquité. Le Monde parle d'un « amusant questionnaire adressé à l'auditeur néophyte », et Historiens et Géographes d'un « outil parascolaire, sérieux et ludique (...) bien plaisant et utile. » Passionné par Napoléon, Casali compose également un spectacle musical intitulé Napoléon l’opéra rock.
Après s'être fait remarquer une première fois en créant des concepts pédagogiques et ludiques, Dimitri Casali connaît de réels succès de librairie avec ses ouvrages éducatifs pour la jeunesse. Il multiplie les publications chez des éditeurs comme Milan, Fleurus ou Gallimard Jeunesse. En 2006, il publie pour les classes de l'école élémentaire une méthode pédagogique intitulée Les Univers, qui place l'analyse des documents et des images au centre des apprentissages, et qui est alors plébiscitée par les instituteurs. Il publie également des livres destinés à un lectorat adulte, en particulier des ouvrages sur Napoléon Bonaparte chez Larousse, dont un beau-livre qui s'écoule à environ 40000 exemplaires : « une grande fresque sur le mode épique, très documentée » d'après Le Figaro Magazine et Napoléon par les peintres au Seuil.
Avec le temps, Dimitri Casali adopte cependant dans ses écrits un ton plus polémique, voire militant. Il dénonce notamment les visions culpabilisantes du passé et ce qu'il appelle « la criminalisation de l'histoire nationale ».
En octobre 2007, Dimitri Casali publie avec Liesel Schiffer, aux éditions Aubanel Ces immigrés qui ont fait la France, un livre qui entend dénoncer la xénophobie et le racisme en traçant le portrait de plusieurs personnalités — politiques, scientifiques, artistes ou militaires — nées hors de France (par exemple : Rollon de Norvège, le cardinal Mazarin d'Italie, Marie Curie de Pologne, Romain Gary de Vilna, Joséphine Baker des États-Unis, Marc Chagall de Russie, Missak Manouchian de Turquie, etc.) et de descendants d'indigènes ou d'esclaves (Ismaÿl Urbain et Félix Éboué nés à Cayenne, etc.) qui ont contribué depuis au moins le Moyen Âge à la construction de la nation française ainsi qu'à son rayonnement dans le monde.
Convaincu que le collège français n'assume plus sa mission, Dimitri Casali se livre à une critique des programmes scolaires actuels,, et se présente sur son site web comme un « franc-tireur de l’Histoire » dont le principal engagement est la « vulgarisation historique ». En 2010, il prend publiquement position contre les nouveaux programmes d'histoire-géographie au collège, auxquels il reproche de « zapper » toute une partie de l'histoire de France au profit de l'étude des civilisations étrangères, avec pour conséquence qu'« en 5e, Clovis, Saint Louis et François Ier passent à la trappe ». En 2011, il publie l'Altermanuel d'histoire de France, (éd. Perrin) qui critique la faible place accordée selon lui à certaines grandes figures de l'histoire de France, comme Clovis, Charles Martel ou Louis XIV. Laurent Wirth — qui a participé à l'écriture de ces programmes — dénonce un « mauvais procès », en répondant que l'histoire française n'est pas sacrifiée mais que les programmes sont simplement adaptés car « le déroulé chronologique complet était devenu impossible ».
Auteur de plus d'une quarantaine d’ouvrages de vulgarisation sur l'histoire, Dimitri Casali écrit dans L'Express (« Grand format sur l’Histoire »), Point de vue (« Zoom sur l’Histoire »), Atlantico et devient directeur de collection pour L'Express.
En 2013, il publie aux éditions Armand Colin une réédition augmentée du Petit Lavisse, manuel de vulgarisation historique destiné aux écoliers français. Cette nouvelle version prolonge le texte de l'historien Ernest Lavisse en y ajoutant des chapitres écrits par Casali, qui concernent la période postérieure à 1940.
En 2016, avec le concours de la Fondation Aristote, il publie aux Éditions La Martinière le Nouveau Manuel d'Histoire. Cycle 4 (5e-4e-3e). Son objectif annoncé est de replacer la contextualisation des faits et l'étude chronologique au cœur de l'enseignement de l'histoire à l'école. Le livre a été réalisé avec le concours d'une équipe de dix professeurs certifiés et agrégés d'histoire et préfacé par Jean-Pierre Chevènement, ancien ministre de l’Éducation nationale. Il a reçu notamment la caution de Jean Tulard, membre de l'Académie des sciences morales et politiques.
En janvier 2019, il lance sur Internet une pétition pour le rapatriement de la dépouille de Napoléon III en France.
Le 5 mai 2021, Dimitri Casali publie chez Larousse Napoléon dans l’intimité d’un règne, dans le contexte de commémoration du bicentenaire de Napoléon Ier, ouvrage qualifié de « somme qui s’impose comme le vade-mecum indispensable en cette année de commémoration » par le journal Libération.

## Idées et critiques

### Idées défendues
Dimitri Casali estime que l'enseignement de l'histoire de France est un vecteur d'intégration. Il appelle, dans le quotidien La Croix, à « [faire] émerge[r] un récit fédérateur qui réconcilie tous les Français. »
Il prône une lecture de l’histoire affranchie de visions qu’il juge « culpabilisantes », marquées par « l’esprit de repentance » et « le politiquement correct », où « les droits de l'homme, le féminisme, l'anticolonialisme, la question des migrants » auraient « remplacé le récit historique ».
Ainsi, dans son livre L'Histoire de France interdite, il reprend l'idée selon laquelle le vers de La Marseillaise « qu'un sang impur abreuve nos sillons » « signifie, en vérité, que les soldats de 1792 étaient fiers de verser leur propre sang pour leur patrie, leur sang impur par opposition au sang bleu des aristocrates » ; interprétation que Jean-Clément Martin, historien spécialiste de la Révolution qualifie de « sacrificielle » et rejette catégoriquement.

Dans son Nouveau Manuel d'histoire, il critique l’enseignement actuel de l'histoire de France en opposition avec ce qu'il considère être une dérive des contenus scolaires. L'ancien ministre de l'Éducation nationale, Jean-Pierre Chevènement, écrit dans la préface accordée à cet ouvrage : 

« On ne peut pas faire d'emblée d'histoire comparative. C'est le grand mérite du livre de M. Casali et de son équipe d'avoir centré ce manuel destiné aux classes du cycle 4 (5e, 4e, 3e) sur l'histoire de France. Il faut d'abord se connaître soi-même avant de prendre la distance qui permet de s'ouvrir aux autres. »

Dimitri Casali défend également l'importance des images dans l'enseignement de l'Histoire. Pour lui, « une image vaut mille mots pour redonner le goût de l'histoire ». Dans son livre avec Christophe Beyeler L'histoire de France vue par les peintres, il relève les erreurs historiques qui se sont glissées dans les chefs-d'œuvre de la peinture historique.

### Critiques
Des historiens reprochent à Dimitri Casali une vision polémique de l'histoire de France, fondée tantôt sur une lecture biaisée des sources historiques, tantôt sur l'absence d'utilisation de ces sources historiques et de leur analyse par la recherche contemporaine. Leurs critiques portent surtout sur la conception que Casali propose de l'histoire de France et de son enseignement, à savoir un instrument dédié à la construction d'un « récit national », en opposition à ce qu'il décrit comme les maux de la société contemporaine. Ainsi, Étienne Anheim affirme que Casali « défend une version ouvertement politique de l'usage de l'histoire » en tant qu'« “arme” d'une reconstruction nationale et républicaine devant célébrer “le passé glorieux” dont il déplore l'oubli. » Laurent Wirth classe Casali parmi « les nostalgiques d'une mythologie nationale » qui « accusent les concepteurs des programmes [scolaires] de sacrifier l’histoire de nos grands hommes sur l'autel de la repentance, poussant la mauvaise foi jusqu'à prétendre, contre toute évidence, que Louis XIV et Napoléon étaient évacués des programmes. »
À propos de la « réédition augmentée » du Petit Lavisse, Sylvain Venayre qualifie Casali de « suiveur » d'Ernest Lavisse mais sans « aucun des titres » de ce « glorieux prédécesseur ». Jacques de Saint Victor ajoute que l'idée de vouloir poursuivre ce manuel « daté […] jusqu'à nos jours, sans prendre le moindre recul, est tout simplement une démarche grotesque » et prétentieuse.
Trois enseignants, Laurence De Cock, Guillaume Mazeau et Éric Fournier, accusent Dimitri Casali de mentir sur le contenu des programmes scolaires et de faire partie d'un courant conservateur « qui souhait[e] réintroduire les valeurs nationalistes et chrétiennes à l’école. »

Dans sa thèse de doctorat sur l'enseignement de la colonisation, Laurence de Cock revient sur le parcours de Dimitri Casali, auquel elle reproche sa vision « très passéiste » de l'école qui l'a poussé à vouloir compenser ce qu'il percevait comme étant des déficiences de l'institution. Elle cite à son sujet la sociologue Christine Fauré qui classe Dimitri Casali — aux côtés d'auteurs comme Max Gallo ou Jean Sévillia — dans la catégorie des intellectuels « néoconservateurs », dont elle définit ainsi les traits communs : 

« Imprégnés des idéaux contre-révolutionnaires et anticommunistes, ils sont souverainistes, voire nationalistes, et fustigent ensemble la mondialisation et la rupture de Mai 68 qui n'auraient fait qu'entraîner le pays dans la perte de valeurs, de traditions, et d'identité. »

L'Histoire regrette en 2012 que Dimitri Casali se soit éloigné des « audaces » dont témoignait son travail dans l'édition jeunesse, au profit d'un « prêche » polémique sur les défauts de l'enseignement actuel et de positions nostalgiques pouvant prêter à des récupérations politiques. Le magazine souligne cependant que malgré les « appels du pied » que sa démarche lui vaut de la part de politiciens souverainistes ou conservateurs, Casali « se défend de tout encartage ».

## Ouvrages
- 2001 :
  - avec Antoine Auger (ill. Sylvia Bataille), Rome, Mango, coll. « Regard junior », septembre 2001 (ISBN 2740411812)
  - avec Antoine Auger (ill. Nicolas Thers), Le Moyen Âge, Mango, coll. « Regard junior », septembre 2001, 47 p. (ISBN 2740411820)
  - avec Antoine Auger et Alain Mounier, Charlemagne et son temps, Mango, coll. « Regard d'aujourd'hui », octobre 2001, 64 p. (ISBN 2740412827)
- 2002 :
  - avec Antoine Auger et François Trassard, La Vie des Français au temps du roi Soleil, Larousse, coll. « Histoire Au Quotidien », septembre 2002 (ISBN 2035053455)
- 2003 :
  - avec Antoine Auger (ill. Robert Barborini et Henri Fellner), La Préhistoire, Larousse, coll. « L'Encyclopédie Larousse des 6-9 ans », mai 2003, 80 p. (ISBN 2035650844)
  - avec Olivier Tiano et Antoine Auger (ill. Jeremy Pemberton), L’Égypte ancienne, Larousse, coll. « Larousse junior », septembre 2003, 128 p. (ISBN 2035530598)
- 2004 :
  - avec Antoine Auger et Jacques Garnier, Napoléon Bonaparte, Larousse, octobre 2004, 410 p. (ISBN 2035054060)
  - L’Égypte (ill. Marcelino Truong), Larousse, coll. « L'encyclopédie Larousse 6/9 ans », octobre 2004, 77 p. (ISBN 2035650968)
  - avec Antoine Auger et Alain Mounier, Staline et son temps, Editions Mango, coll. « Regard d’aujourd’hui », novembre 2004, 63 p. (ISBN 2740418558)
- 2005 :
  - avec Antoine Auger (ill. Raphaël Gauthey et Olivier Nadel), 100 dates de l’Histoire de France, Flammarion, coll. « Albums jeunesse », octobre 2005, 111 p. (ISBN 2081630907)
- 2006 :
  - Manuel scolaire cycle 3 avec Antoine Auger, 6 tomes, Les Univers, Éditions SED[source insuffisante]
  - L'Encyclopédie Dokéo 6-9 ans, Nathan[source insuffisante]
  - Le Moyen Âge (ill. Monike Czarnecki), Larousse, coll. « Larousse junior », octobre 2006, 125 p. (ISBN 2035651824), tranche d'âges : 6 années et plus
- 2007 :
  - avec Liesel Couvreur- Schieffer, Ces immigrés qui ont fait la France, Aubanel, octobre 2007, 223 p. (ISBN 270060511X)
  - avec Antoine Auger et al., Histoires secrètes de l’Histoire, Flammarion, coll. « Grands formats », mars 2007, 201 p. (ISBN 2081634813)
  - avec Antoine Auger et Ronan Badel, Petites histoires de l’Histoire de France, Flammarion, coll. « Albums jeunesse », avril 2007, 93 p. (ISBN 2081200643), tranche d'âges : 6 années et plus
  - avec Antoine Auger et Céline Bathias, Les 100 dates de l’Histoire de Monde, Flammarion, coll. « Albums jeunesse », octobre 2007, 111 p. (ISBN 208120052X)
- 2008 :
  - Napoléon Bonaparte (préf. Jean Tulard), Larousse, coll. « Histoire », avril 2008, 407 p. (ISBN 2035841704)
  - avec Antoine Auger, Sexe et Pouvoir : Les dessous de la vie des chefs, La Martinière, coll. « Histoire des sociétés », septembre 2008, 189 p. (ISBN 2732437905)
  - avec Antoine Auger, 365 dates de l'Histoire de France, Aubanel, septembre 2008, 743 p. (ISBN 2700605667)
- 2009 :
  - avec Christophe Beyeler, L’Histoire de France par la peinture, Fleurus, janvier 2009, 151 p. (ISBN 2215054565)
  - avec David Chanteranne, Napoléon par les peintres, Seuil, coll. « Beaux livres », octobre 2009, 240 p. (ISBN 2020987791)
  - avec Antoine Auger, Les 1001 faits insolites de l’Histoire, François Bourin Editeur, coll. « Document », octobre 2009, 205 p. (ISBN 2849411396)
  - avec Antoine Auger, Le Moyen Âge, Gallimard Jeunesse, octobre 2009, 96 p. (ISBN 2070612112)
- 2010 :
  - avec Caroline Caron-Lanfranc de Panthou, L’Antiquité éternelle par les peintres, Seuil, 165 p. (ISBN 2020993864)
- 2011 :
  - Napoléon : Dans l'intimité d'un règne, Larousse, coll. « Les documents de l'Histoire », octobre 2011, 128 p. (ISBN 2035864100)
  - avec Céline Bathias, L’Histoire de France : Racontée par le cinéma, François Bourin Editeur, octobre 2011, 288 p. (ISBN 284941266X)
  - avec Walter Bruyère, Les Éminences grises du pouvoir, Express Roularta, octobre 2011 (ISBN 2843438438)
  - L’Altermanuel d'Histoire de France. Ce que nos enfants n’apprennent plus au collège, Perrin, août 2011, 352 p. (ISBN 2262034052) Prix du Guesclin 2011.
- 2012 :
  - avec Christophe Beyeler, L’Histoire de France vue par les peintres, Flammarion, septembre 2012 (réimpr. 2017), 320 p. (ISBN 2081279819)
  - L'Histoire de France interdite. Pourquoi ne sommes-nous plus fiers de notre histoire, Éditions Jean-Claude Lattès, coll. « Essais et documents », septembre 2012, 286 p. (ISBN 2709636972)
- 2013 :
  - Ernest Lavisse et Dimitri Casali, Histoire de France, de la Gaule à nos jours, Armand Colin, septembre 2013, 247 p. (ISBN 2200277709)
  - Napoléon le grand album de notre enfance, un destin pour la France, Gründ, octobre 2013, 192 p. (ISBN 2324005840)
- 2014 :
  - L'Histoire de France de l'ombre à la lumière, L'Histoire que les Français n’apprennent plus, Flammarion, septembre 2014, 320 p. (ISBN 2081308053)
- 2015 :
  - Qui a gagné Waterloo ? Napoléon, Flammarion, mai 2015, 300 p. (ISBN 208135439X)
  - avec Nicolas Cadet, L'Empire colonial français : Quand la France rayonnait dans le monde 1608-1931, Gründ, 2015, 192 p. (ISBN 2324009366)
- 2016 :
  - Nouveau Manuel d'Histoire (préf. Jean-Pierre Chevènement), La Martinière, 2016, 368 p. (ISBN 2732480274)
  - Désintégration française, pourquoi notre pays renie son Histoire et nos enfants perdent leurs repères, Éditions Jean-Claude Lattès, coll. « Essais et documents », 2016, 256 p. (ISBN 9782709648592)
  - Notre Histoire, ce que nos enfants devraient apprendre à l'école (préf. Jean-Pierre Chevènement), La Martinière, 2016, 368 p. (ISBN 2732480282)
  - avec Vincent Rolin, Victoires et défaites de l'Histoire de France, Grund, 2016, 192 p. (ISBN 2324012103)
- 2017 :
  - La Longue Montée de l'ignorance, First, 2017, 304 p. (ISBN 978-2412015513)
  - avec Olivier Gracia, L'histoire se répète toujours deux fois, Éditions Larousse, 2017, 256 p. (ISBN 2035939933)[33],[34]
  - Manuel des valeurs de la France, Le Rocher, 2017, 304 p. (ISBN 978-2-268-09662-9 et 2-268-09662-9)
- 2018 :
  - Paris Napoléon(s) : Le guide des deux empereurs, Télémaque, 2018, 256 p. (ISBN 978-2-7533-0353-9 et 2-7533-0353-3)
- 2019 :
  - Le Grand Procès de l'histoire de France, Robert Laffont, 283 p.  (ISBN 978-2-221-22075-7)
  - Napoléon sur le divan, Flammarion, 232 p.  (ISBN 978-2081444690)
- 2020 :
  - La France des Rois de France, Albin Michel, 231 p.  (ISBN 978-2226445971)
  - Ce que la France doit aux français venus d'ailleurs, First, 288 p.  (ISBN 978-2412054079)
- 2021 :
  - Napoléon dans l'intimité d'un règne, Larousse, 128 p.  (ISBN 978-2035996565)
  - L'Histoire de France par ses grands personnages, Flammarion, 320 p.  (ISBN 978-2080255976)
  - La France napoléonienne : Napoléon Ier & Napoléon III, Albin Michel, 272 p.  (ISBN 978-2226458995)
- 2022 :
  - 100 dates de l'Histoire de France qui ont fait le monde, Plon, 352 p.  (ISBN 978-2259312264)